# Szereg Liouville’a-Neumanna
Szereg Liouville’a-Neumanna – szereg będący jedynym ciągłym rozwiązaniem równania całkowego Fredholma drugiego rodzaju.
{\displaystyle \phi (x)=\sum _{n=0}^{\infty }\lambda ^{n}\phi _{n}(x)}